# تراویس (گروه موسیقی)
تراویس (انگلیسی: Travis) گروه موسیقی راک اسکاتلندی است که سال ۱۹۹۰ در گلاسگو شکل گرفت. نام گروه برگرفته از شخصیت تراویس در فیلم پاریس، تگزاس است.
این گروه با انتشار آلبوم مردی که (The Man Who) در سال ۱۹۹۹ که ۹ هفته صدرنشین چارت بریتانیا بود، به شهرت رسید و راه را برای مطرح شدن و موفقیت گروه‌هایی همچون کلدپلی و کین باز کرد.
تراویس تا کنون دو بار جایزه بریت بهترین گروه موسیقی را گرفته و در جشن سال ۲۰۰۰ مجله ان‌ام‌ئی به عنوان هنرمند سال برگزیده شده است.